# كالويان إمبراطور بلغاريا
كالويان أو كالوجان، المعروف أيضًا باسم يوانيتسا أو جوانيتسا (بالبلغارية: Калоян, Йоаница)‏؛ (1170 - أكتوبر 1207) ، كان إمبراطورًا أو قيصرًا لبلغاريا من 1196 إلى أن قتل سنة 1207م. هو الأخ الأصغر لثيودور وآسين، اللذين قادا الانتفاضة البلغارية ضد البيزنطيين عام 1185. والتي انتهت باستعادة بلغاريا كدولة مستقلة. أمضى بضع سنوات كرهينة في القسطنطينية في أواخر ثمانينيات القرن التاسع عشر. وبعد عودته إلى بلغاريا قام شقيقه ثيودور، الملقب بالإمبراطور بيتر الثاني، بتنصيبه شريكًا له في الحكم بعد مقتل آسين عام 1196. بعد عام، قُتل بيتر أيضًا، وأصبح كالويان الحاكم الوحيد لبلغاريا واستمر في الحكم إلى أن تم إغتياله في 8 أكتوبر 1207 أثناء حصار سالونيك.
- الإمبراطورية البلغارية الثانية
- إيفان آسين الأول

## وصلات خارجية
- مذكرات أو تاريخ الحملة الصليبية الرابعة وفتح القسطنطينية

| كالويان إمبراطور بلغاريا سلالة آسينولد: 1170 توفي: أكتوبر 1207 |                                           |            |
| ألقاب ملكية                                                    |                                           |            |
| سبقه إيفان آسين الأول                                          | إمبراطور بلغاريا 1196–1207 مع بيتر الثاني | تبعه بوريل |